# Japoneuria fulva
Japoneuria fulva és una espècie d'insecte plecòpter pertanyent a la família dels pèrlids que es troba al Japó: Hokkaido i Honshu.